# Rozkol mezi konstantinopolským a moskevským patriarchátem

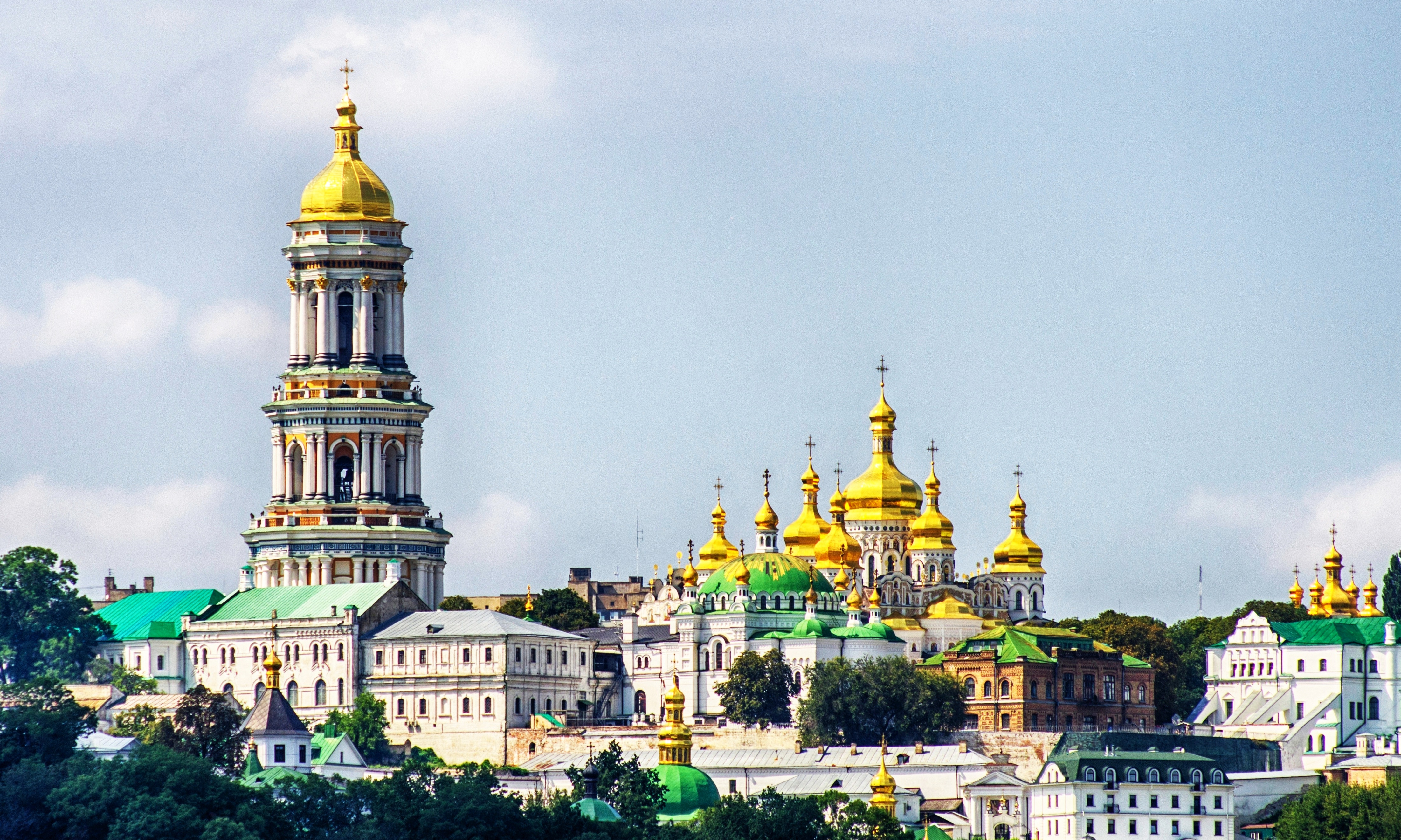
Kyjevskopečerská lávra s Velkou zvonicí a Uspenským chrámem, významné centrum ukrajinského pravoslaví

Rozkol mezi konstantinopolským a moskevským patriarchátem je církevní krize v pravoslaví trvající od roku 2018, jejímž jádrem je spor o církevní jurisdikci nad Ukrajinou a pak i odlišné postoje k ruské invazi na Ukrajinu v roce 2022. Krize propukla, když 11. října 2018 konstantinopolský patriarchát (ekumenický patriarchát) zrušil platnost výnosu z roku 1686, dávajícího Moskvě jurisdikci nad Kyjevskou metropolí, i kanonické tresty vůči samostatným ukrajinským pravoslavným církvím, čímž otevřel cestu k udělení autokefalie Pravoslavné církvi Ukrajiny (PCU). Ruská pravoslavná církev (RPC) již předtím označila záměry ekumenického patriarchátu za nekanonické a 15. října reagovala přerušením eucharistického společenství s Konstantinopolí. Napětí dále prohloubil ruský útok na Ukrajinu roku 2022 a související restrukturalizace církevního života na Ukrajině, například odebrání kyjevské katedrály duchovním věrným Moskvě.

## Historické pozadí

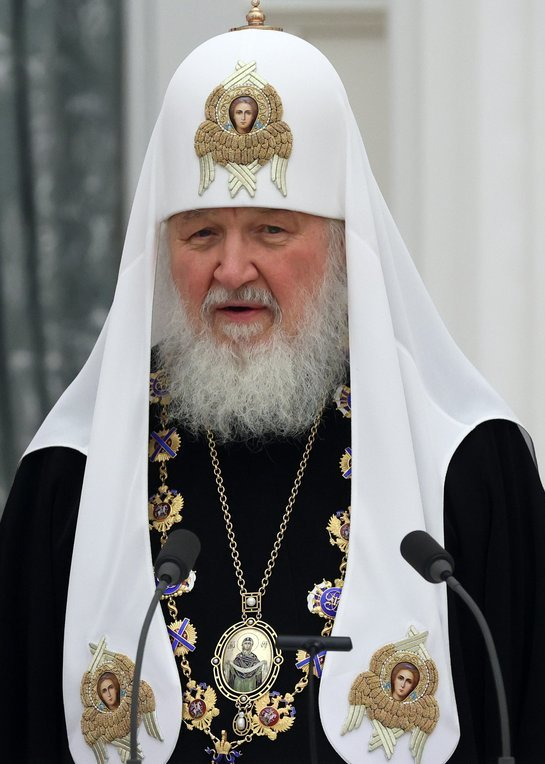
Moskevský patriarcha Kirill

### Moskevský patriarchát
Po přijetí křesťanství Kyjevskou Rusí v roce 988 byla zřízena Kyjevská metropole podřízená Konstantinopolskému patriarchátu. Titul metropolity zněl „metropolita Kyjevský a celé Rusi". Po mongolské invazi ve 13. století a zničení Kyjeva se centrum východoslovanského pravoslaví postupně přesunulo do Moskvy, ačkoli Kyjev zůstal duchovním centrem.
V roce 1448 se Moskevská církev de facto osamostatnila, když byl moskevský duchovní Jonáš zvolen metropolitou kyjevským a celé Rusi bez potvrzení konstantinopolským patriarchou. V roce 1589 byla Ruská pravoslavná církev uznána jako autokefalní a její předseda přijal titul patriarchy moskevského a celé Rusi. Moskevský patriarchát pak vycházel z koncepce „třetího Říma“ a chápal se jako ochránce všech pravoslavných Slovanů. Klíčový dokument z roku 1686 udělil moskevskému patriarchovi právo světit metropolitu kyjevského, což bylo Konstantinopolí v roce 2018 označeno za dočasné řešení, které bylo tohoto roku zrušeno.

### Cesta Ukrajiny k autokefalii

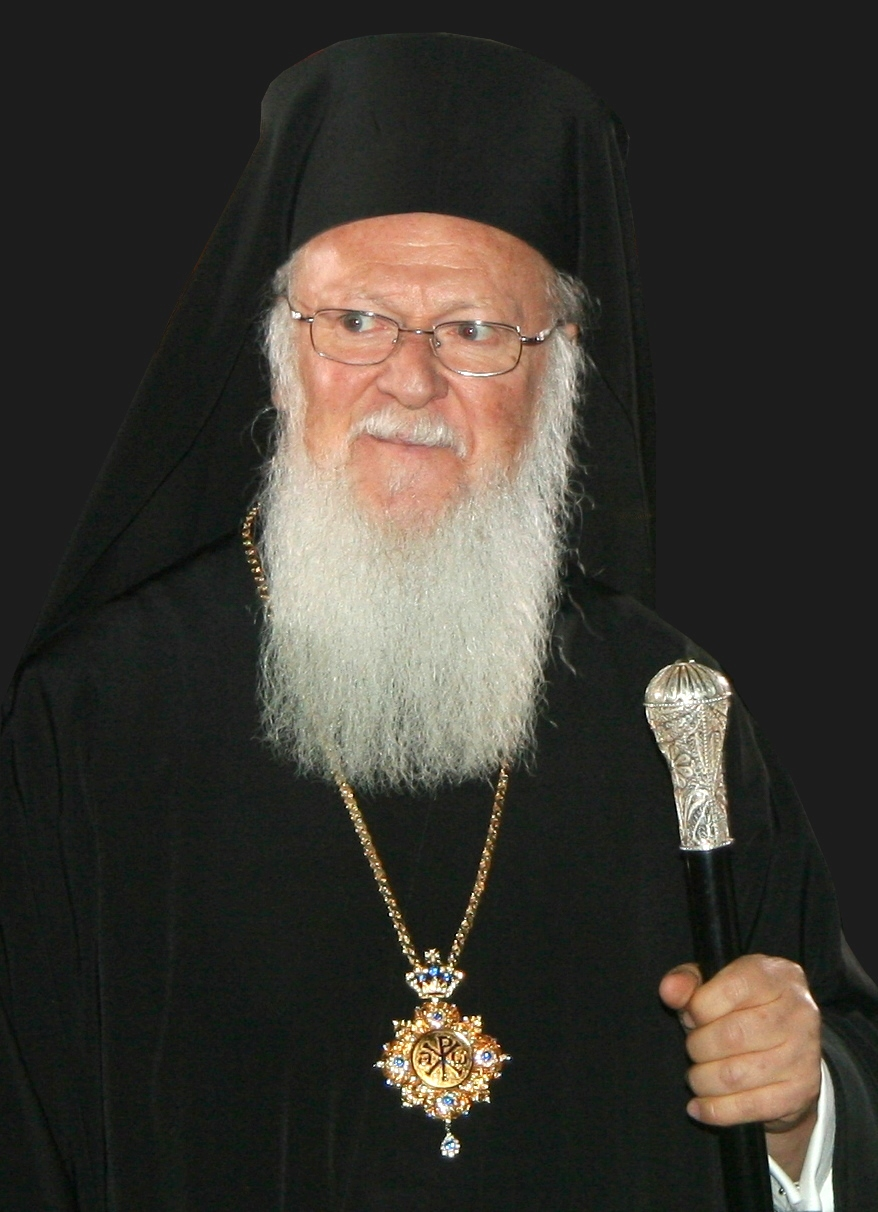
Ekumenický patriarcha Bartoloměj I.

Po rozpadu Sovětského svazu v roce 1991 a vyhlášení nezávislosti Ukrajiny vznikly snahy o vytvoření nezávislé ukrajinské pravoslavné církve. V roce 1992 metropolita Filaret (Denysenko) založil Ukrajinskou pravoslavnou církev kyjevského patriarchátu (UPC-KP). Tu pak Moskva označila za schizmatickou. Na počátku 21. století existovaly na Ukrajině tři hlavní pravoslavné církve: Ukrajinská pravoslavná církev Moskevského patriarchátu (UPC-MP), která byla jedinou kanonicky uznanou, dále zmíněná UPC-KP a Ukrajinská autokefální pravoslavná církev (UAPC), obě považované ostatními pravoslavnými církvemi za nekanonické.
V roce 2014 obsadilo Rusko Krym a UPC-MP reagovala obojetně. Ukrajinský prezident Petro Porošenko se pak u konstantinopolského patriarchy Bartoloměje I. sídlícího v Istanbulu začal ucházet o udělení autokefalie ukrajinské církvi. Snahy o takové osamostatnění se datují již od 90. let 20. století, i když oficiálně o ně Ukrajina požádala až v roce 2018.

## Krize roku 2018 a vznik autonomní Pravoslavné církve Ukrajiny

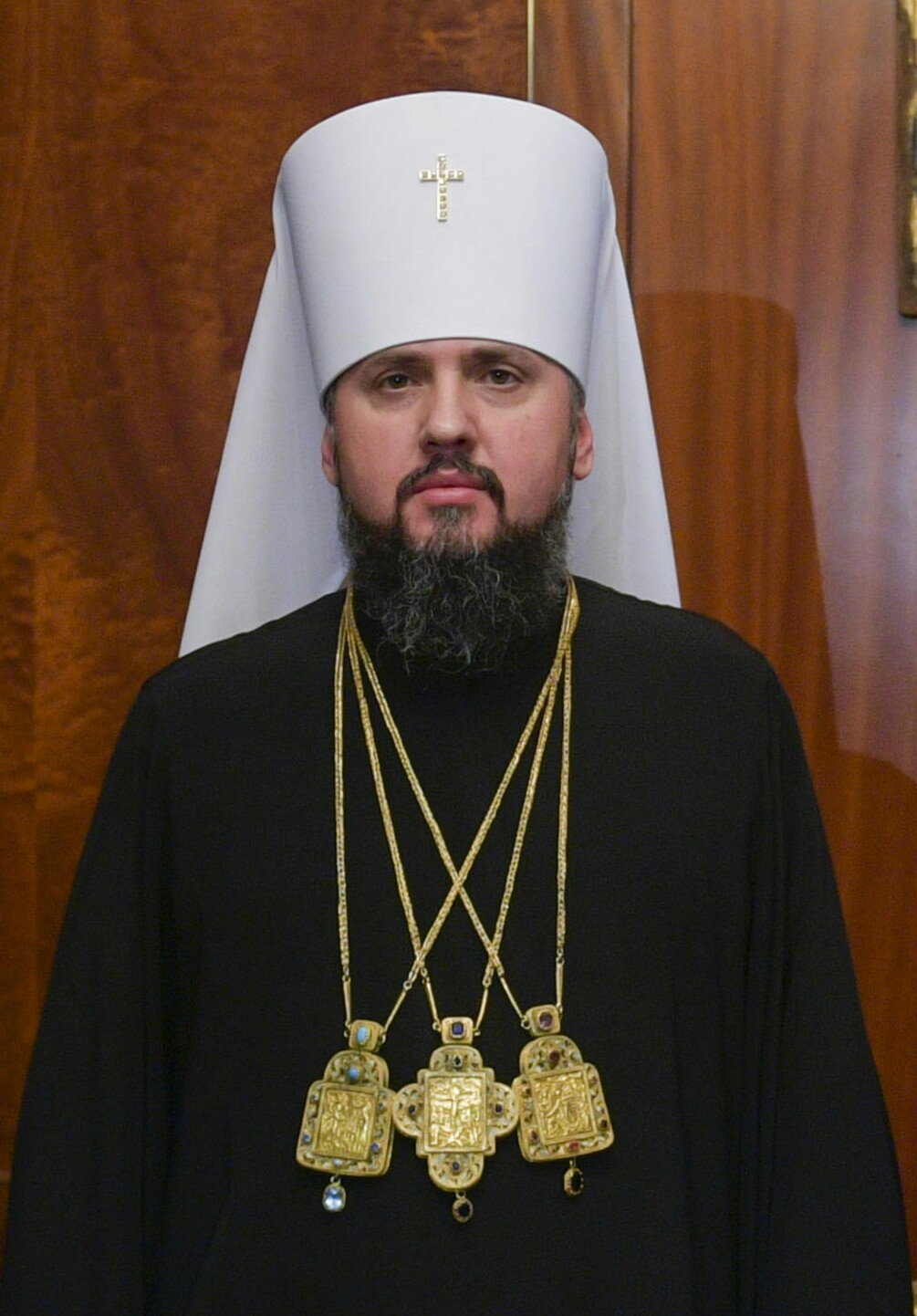
Kyjevský metropolita Epifanij, vůdce autokefální ukrajinské církve

7. září 2018 patriarcha Bartoloměj vyslal na Ukrajinu dva exarchy, čímž de facto zahájil proces vytvoření autokefalní církve na Ukrajině. 14. září Ruská pravoslavná církev v reakci přerušila účast ve všech biskupských shromážděních a teologických diskusích vedených představiteli Konstantinopolského patriarchátu. 11. října Svatý synod Konstantinopolského patriarchátu rozhodl o zrušení dokumentu z roku 1686, který předával Kyjevskou metropoli pod jurisdikci Moskvy, a zrušil kletbu uvalenou na představitele UPC-KP a UAPC. Konstantinopol také oznámila svůj záměr udělit v budoucnu autokefalii pravoslavné církvi na Ukrajině.
15. října 2018 Svatý synod Ruské pravoslavné církve, zasedající v Minsku, rozhodl o přerušení eucharistického společenství s Konstantinopolským patriarchátem. Toto rozhodnutí zakazuje všem členům Moskevského patriarchátu (duchovním i laikům) účast na svátostech v jakémkoli kostele kontrolovaném Konstantinopolí. Tím bylo nastoleno schizma mezi oběma patriarcháty.
15. prosince 2018 se v Sofijském chrámu v Kyjevě konal sjednocovací koncil, na kterém se UPC-KP, UAPC a dva biskupové UPC-MP spojili do nové Pravoslavné církve Ukrajiny (PCU). Do jejího čela byl zvolen metropolita Epifanij. 5. ledna 2019 patriarcha Bartoloměj v Istanbulu za přítomnosti metropolity Epifanije a prezidenta Porošenka podepsal tomos (dekret) udělující autokefalii Pravoslavné církvi Ukrajiny.

## Další vývoj

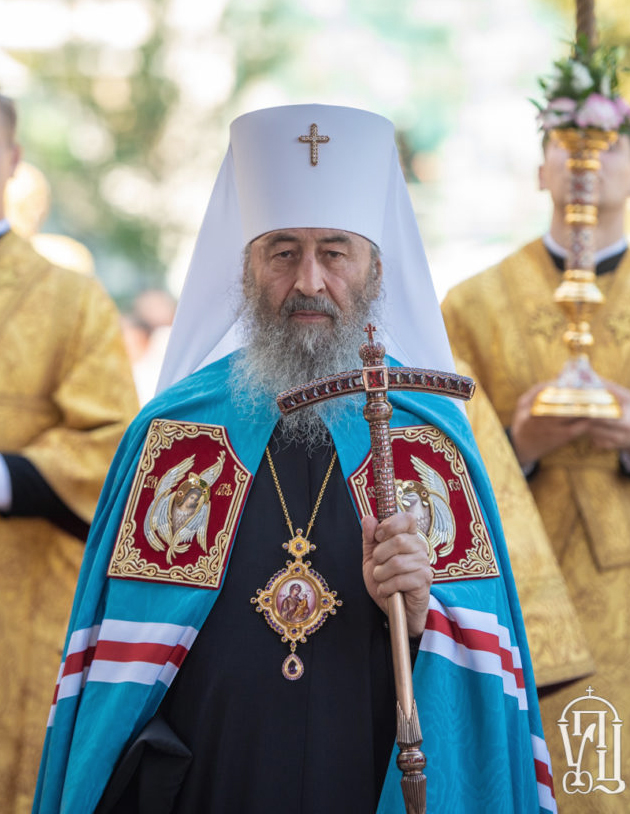
Onufrij, metropolita Ukrajinské pravoslavné církve (moskevského patriarchátu)

Po zahájení ruské invaze na Ukrajinu 24. února 2022 patriarcha Kirill otevřeně podpořil vojenskou agresi a nehodlá se vzdát kanonické pravomoci nad Ukrajinou. V důsledku toho mnoho farností a duchovních na Ukrajině opustilo UPC-MP. V květnu 2022 vedení UPC-MP vyhlásilo svou nezávislost na autoritě Moskvy, ačkoli toto rozhodnutí není Moskvou uznáno. Metropolita Onufrij, hlava UPC-MP, odsoudil válku a vyzval k míru.
Moskevský patriarchát zřídil tzv. africký exarchát, čímž přímo narušil kanonické území starobylého alexandrijského patriarchátu. Tento krok byl vnímán jako odveta za uznání PCU Alexandrií.
Od roku 2022 Ukrajina trestně stíhala řadu duchovních Moskevského patriarchátu podezřelých z kolaborace s Ruskem a ukrajinský stát zabavil množství chrámů, které předal PCU, což moskevský patriarchát odsuzuje.
Konflikt má výrazný ideologický rozměr. Moskevský patriarchát operuje konceptem „ruského světa“ (Russkij mir), který prosazuje jednotu duchovního, kulturního a politického prostoru pod ruským vedením. Válka na Ukrajině je v této optice prezentována jako „obrana svaté Rusi“ před západním vlivem a liberalismem. Konstantinopolský patriarchát a jeho spojenci naopak zdůrazňují princip teritoriální nezávislosti místních církví a odmítají politické využívání náboženství. Patriarcha Bartoloměj varoval před „smrtelným hříchem“ etnofyletismu (národnostního šovinismu v církvi) a zdůraznil univerzální, nadnárodní charakter pravoslaví.

## Dopady
Do roku 2024 uznaly Pravoslavnou církev Ukrajiny Řecká pravoslavná církev, Kyperská pravoslavná církev a alexandrijský patriarchát. Moskevský patriarchát přerušil eucharistické společenství se všemi hierarchy, kteří vstoupili do společenství s PCU. Hlavním podporovatelem moskevské strany ve světovém pravoslaví je srbský patriarchát.
Konflikt v pravoslaví spolu s invazí Ruska na Ukrajinu měl velký dopad na náboženskou situaci v Pobaltí, kde již od dob kolem zániku Sovětského svazu existovalo náboženské napětí a jurisdikční spory. V Litvě metropolita Inocenc odsoudil válku a v květnu 2022 požádal Moskevský patriarchát o udělení statutu autonomní církve. Litevská premiérka Ingrida Šimonytė napsala Bartolomějovi I. dopis podporující oddělení některých pravoslavných farností od Moskvy. V Lotyšsku parlament v září 2022 schválil zákon udělující Lotyšské pravoslavné církvi de facto nezávislost na Moskevském patriarchátu, ačkoli z kanonického hlediska světská autorita nemůže udělit autokefalii. V Estonsku existují dvě paralelní jurisdikce: Estonská pravoslavná církev Moskevského patriarchátu a Estonská apoštolská pravoslavná církev podřízená Konstantinopoli.
Situace všude komplikuje vnitropravoslavný a ekumenický dialog včetně pravoslavně-katolického teologického dialogu.